# Äthiopien-Schirrantilope
Die Äthiopien-Schirrantilope (Tragelaphus decula), auch Äthiopischer Buschbock genannt, ist eine mittelgroße afrikanische Antilopenart aus dem Artenkomplex der Buschböcke, die in Äthiopien vorkommt.

## Merkmale
Wie alle Buschböcke ist die Äthiopien-Schirrantilope eine mittelgroße Antilope, die einen deutlichen Geschlechtsdimorphismus zeigt. Die folgenden Maßangaben gelten für alle Buschböcke. Genauere Angaben für die Äthiopien-Schirrantilope liegen bis jetzt nicht vor. Die Kopf-Rumpf-Länge der Männchen liegt bei 117 bis 145 Zentimeter, ihre Schulterhöhe beträgt 64 bis 100 Zentimeter und sie wiegen ca. 40 bis 80 kg. Weibchen sind 61 bis 85 Zentimeter lang, die Schulterhöhe liegt bei 61 bis 85 Zentimeter und sie werden 24 bis 60 kg schwer. Im Durchschnitt liegt das Gewicht der Männchen bei 160 % des Gewichts der weiblichen Exemplare. Der Schwanz der Tiere ist 19 bis 24 Zentimeter lang. Beide Geschlechter sind ockerfarben bis gelb oder sandbraun gefärbt, wobei die Haare zum Rücken hin immer dunkler werden. Der Haarkamm auf der Rückenmitte ist schwarz. Die für die meisten Buschböcke typischen weißen Quer- und Längsstreifen sind nur undeutlich und verblassen mit dem Älterwerden immer mehr. Nur auf den Oberschenkeln, unterhalb der Augen und am Unterkiefer verbleiben einige weiße Flecken. Jungtiere zeigen oft noch zwei Längsbänder. An der Kehle und am Übergang von Hals zur Brust befinden sich jeweils ein größerer weißer Fleck. Die Vorderseiten der Vorderbeine sind schwarz, an den Hinterbeinen sind die Vorderseiten der Unterschenkel weiß.  Der Schwanz ist relativ kurz, langhaarig und buschig. Die Oberseite hat die gleiche Farbe wie der Rücken, die Unterseite ist weiß und die Spitze in den meisten Fällen schwarz. Ohren und Augen sind relativ groß. Die Hinterbeine sind etwas länger als die Vorderbeine. Nur die Männchen besitzen Hörner. Diese sind fast gerade, gekielt und spiralig gewunden, aber normalerweise nur mit einer Windung. Die durchschnittliche Hornlänge liegt bei 25 Zentimeter. Leistendrüsen sind vorhanden. Sie befinden sich vor den Milchdrüsen. Männliche Schirrantilopen haben 33 diploide Chromosomen, weibliche 34.

Das Verbreitungsgebiet der Äthiopien-Schirrantilope

Die Zahnformel lautet: {\displaystyle {\frac {0.0.3.3}{3.1.3.3}}}.

## Verbreitung, Lebensraum und Lebensweise
Die Äthiopien-Schirrantilope lebt im Tiefland Äthiopiens, möglicherweise auch im Süden Eritreas, im äußersten Südwesten des Sudan und im Südwesten von Djibouti. Sie kommt in mit Akazien bestandenen Savannen und verbuschten Regionen vor, aber nur in der Nähe von offenen Wasserstellen. Sie ist dämmerungs- und nachtaktiv und verbringt den Großteil des Tages wiederkäuend oder ruhend geschützt in dichter Vegetation. Wie andere Buschbockarten ernährt sich die Äthiopien-Schirrantilope von Blättern einer Vielzahl von Sträuchern, Hülsenfrüchten und krautigen Pflanzen sowie von frisch spießenden Gräsern. Unter Bäumen, auf denen Paviane oder andere Affen auf Nahrungssuche sind, fressen sie heruntergefallene Früchte und andere Pflanzenbestandteile.
Nachts fressen sie auch Feldfrüchte und gelten deshalb als Schädlinge für die Landwirtschaft. Über ihr Fortpflanzungsverhalten liegen keine genaueren Angaben vor.

## Systematik
Die Äthiopien-Schirrantilope wurde 1835 durch den deutschen Naturwissenschaftler und Afrikaforscher Eduard Rüppell unter der Bezeichnung Antilope decula erstmals wissenschaftlich beschrieben. Die Gattung Tragelaphus wurde 1816 durch den französischen Zoologen Henri de Blainville eingeführt. In der Familie der Hornträger (Bovidae) gehört sie zur Unterfamilie Bovinae und der Tribus Tragelaphini.
Bis zur Revision der Hornträger im Jahr 2011 durch Colin Groves und Peter Grubb war die Äthiopien-Schirrantilope nur eine Unterart des Buschbocks (Tragelaphus scriptus). Groves und Grubb erhoben alle acht Unterarten des Buschbocks zu eigenständigen Arten und fassten diese zu zwei Artengruppen zusammen, die Tragelaphus sylvaticus-Gruppe in Ostafrika, dem südlichen Afrika und Angola und die Tragelaphus scriptus-Gruppe in Westafrika, Zentralafrika und Teilen des Kongobeckens. Die Äthiopien-Schirrantilope gehört zur Tragelaphus scriptus-Gruppe, die außerdem noch die Senegal-Schirrantilope (T. scriptus) im westlichen Westafrika, die Sudan-Schirrantilope (T. bor) in Zentralafrika und die Kongo-Schirrantilope (T. phaleratus) in Westafrika umfasst, wobei die Sudan-Schirrantilope ihr nächster Verwandter ist.

## Gefährdung
Die IUCN unterscheidet nicht zwischen den verschiedenen Arten der Buschböcke, hält den Artenschwarm insgesamt aber für ungefährdet. Da sie keine Herden bilden, relativ scheu sind und sich meist versteckt halten können sie auch in Gebieten mit menschlicher Besiedlung überleben.